# Leptocaris minutus
Leptocaris minutus är en kräftdjursart som beskrevs av T. Scott 1899. Leptocaris minutus ingår i släktet Leptocaris och familjen Darcythompsoniidae. Inga underarter finns listade i Catalogue of Life.